# ズィエンカイン県

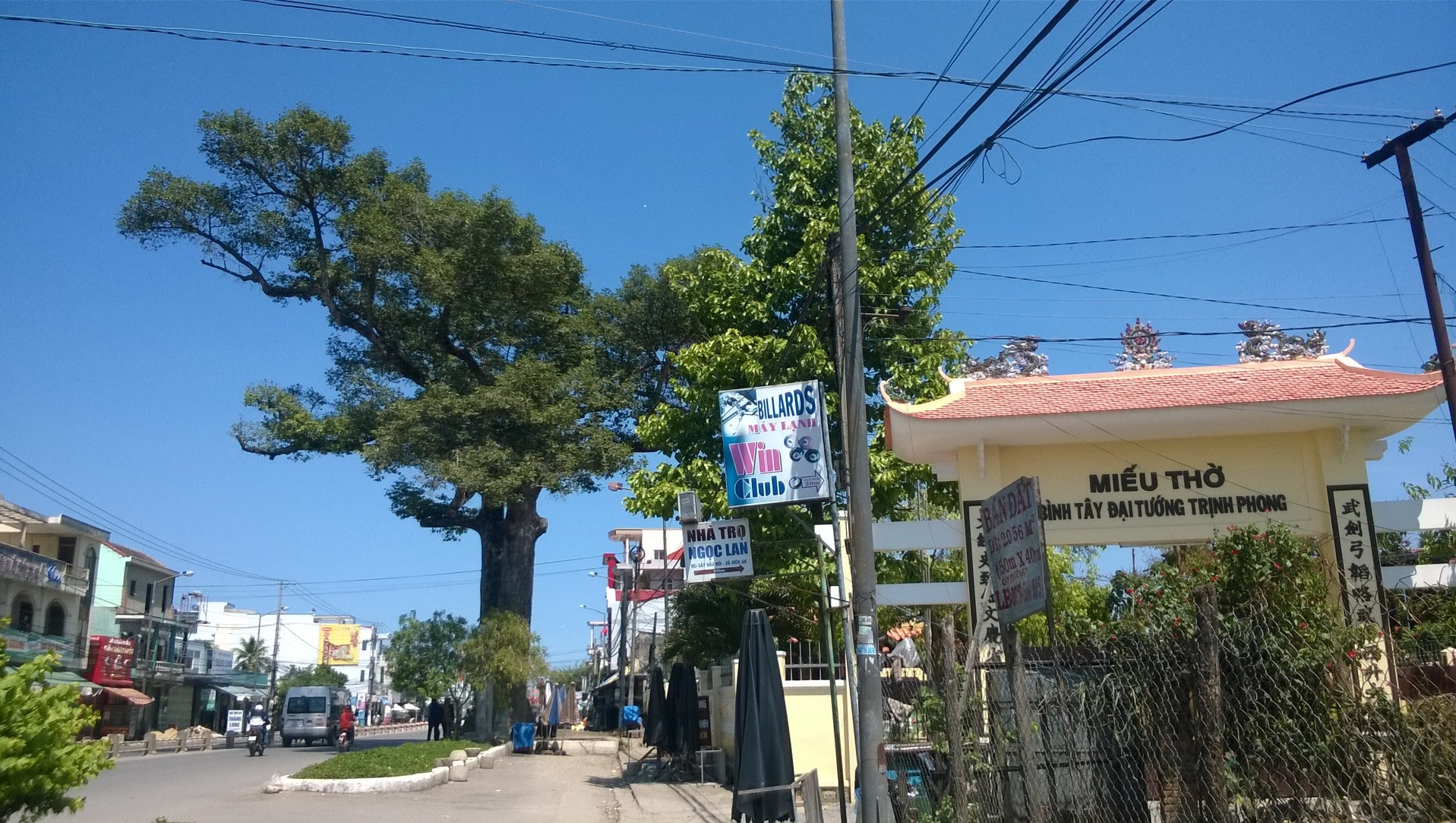

ズィエンカイン県（ズィエンカインけん、ベトナム語：Huyện Diên Khánh / 縣延慶?）は、ベトナム社会主義共和国カインホア省の県である。面積は336.2km²、人口は142,706人（2007年）である。